# Bombardier Keldysh
Le bombardier Keldysh était un projet soviétique de bombardier à moteur-fusée suborbital, développé à partir d'un prototype allemand identique : Silbervogel.

## Conception
Durant les dernières semaines de la Seconde Guerre mondiale, les recherches allemandes de Peenemünde furent pillées par le renseignement soviétique. C'est ainsi que Alexey Isayev trouva une copie du rapport de Eugen Sänger et Irene Bredt. Une traduction fut alors mise en circulation au sein des constructeurs de fusée soviétiques, alors qu'une version condensée était adressée à Staline en personne.
En novembre 1946, l'institut de recherches NII-1 NKAP fut formé avec à sa tête le mathématicien Mstislav Vsevolodovich Keldysh, dans le but de développer le concept Sänger-Bredt. En 1947, des études démontrèrent la consommation faramineuse de carburant du concept originel de Sänger, le rendant irréalisable à court terme. En utilisant des moteurs disponibles dans un temps raisonnable, 95 % de la masse de l'appareil pouvait être propulsée. Cependant, en rajoutant des statoréacteurs au bout des ailes, utilisés durant la phase d'accélération, le poids transporté se trouvait augmenté de 22 %, ce qui permettait alors d'atteindre les 5 km/s nécessaires pour un rayon d'action de 12 000 km.  
On estime qu'il aurait fallu attendre la mi-1950 pour passer de la conception à la réalisation d'un prototype valable mais à ce moment-là, cette conception était déjà obsolète. Les travaux furent néanmoins réutilisés pour des missiles de croisière à statoréacteurs tels que les missiles EKR (en), MRK (en), Buran et Burya (en).

## Déroulement du vol
- Comme le Silbervogel, cet appareil de 100 tonnes devait, pour pouvoir accélérer à 500 m/s, utiliser un booster le long d'un rail de 3 km. Ce booster qui utilisait cinq ou six moteurs-fusées RKDS-100, développant une poussée de 600 tonnes, se séparait de l'étage 1 après 11 secondes.
- Après la séparation navette/booster, l'avion devait grimper à une altitude de 20 km à environ Mach 3, grâce à son moteur-fusée principal RKDS-100 et à ses deux statoréacteurs secondaires.
- Le moteur principal devait continuer à fonctionner après la désintégration des deux réacteurs en haute altitude, et ainsi procurer une poussée de 100 tonnes pendant 285 secondes, utilisant pour cela des ergols LOX/kérosène.